# 夛田吉宏
夛田 吉宏（ただ よしひろ、1978年 - ）は、日本の建築家。山形県生まれ。2003年日本大学大学院理工学研究科博士前期課程建築学専攻（今村雅樹研究室）修了後、石本建築事務所入社/現在同社大阪支所次長。高知県民文化ホールや大阪信愛保育園、船場センタービルなどのリニューアルプロジェクトのを担当。現在は市役所、学校など公共建築を中心に担当している。
船場センタービル改修などで外壁改修では堺筋の低層部にグラフィックコンクリートを採用し日本建築学会近畿支部新人賞（作品）、2017 IES Illumination Award（北米照明学会賞）、大阪都市景観建築賞(大阪まちなみ賞)、日本建築家協会優秀建築選100選、カラープランニングオープンコンペ「第19回グッド・ペインティング・カラー」（主催・日塗工、日塗商、日塗装）特別賞　など多数受賞。児童がつくりだす桐原小学校のサイン計画でSDA Award2016分類A-2入選田辺市庁舎の設計監理を担当